# Hemiancistrus sabaji
Hemiancistrus sabaji es una especie del género de peces de agua dulce Hemiancistrus, de la familia de los loricáridos en el orden Siluriformes. Habita en aguas cálidas del norte de América del Sur. Alcanza una longitud de 19,8 cm de largo total.

## Distribución
Esta especie es endémica del norte de América del Sur, en algunas cuencas fluviales de pendiente atlántica, y de la cuenca del Orinoco. 
En Guyana habita en los ríos Rupununi, Esequibo y Tacutu. En Venezuela se encuentra en los ríos Casiquiare, Río Negro, Cinaruco y Orinoco.

## Taxonomía
Esta especie fue descrita originalmente en el año 2003 por el ictiólogo Jonathan W. Armbruster, bajo el nombre científico de Peckoltia sabaji.
Su coloración de fondo es de un llamativo amarillo brillante, el cual está cubierto por grandes lunares negros. Por ser una especie pacífica, relativamente pequeña y de un color atractivo, H. sabaji suele ser empleada como pez de acuario. 